# Young Justice: Legacy
Young Justice: Legacy è un videogioco pubblicato da Little Orbit e Warner Bros. Interactive Entertainment nel 2013 ispirato alla serie animata Young Justice. È stato pubblicato nel novembre 2013  per Microsoft Windows, PlayStation 3,
Xbox 360 e Nintendo 3DS. È stato originariamente progettato per essere pubblicato anche su Nintendo DS, Wii e Wii U, ma gli sviluppatori hanno annunciato di averlo annullato a causa di problemi di qualità e di basso interesse da parte dei rivenditori.

## Personaggi
Young Justice: Legacy dispone di dodici personaggi giocabili, quattro personaggi scaricabili, dodici cattivi, tra cui un cattivo esclusivo del videogioco e diversi personaggi non giocabili.
| Personaggi giocabili                          | Personaggi giocabili                                        | Personaggi giocabili                       | Personaggi giocabili                                 |
| --------------------------------------------- | ----------------------------------------------------------- | ------------------------------------------ | ---------------------------------------------------- |
| - Nightwing - Aqualad - Artemis - Kid Flash   | - Robin - Miss Martian - Superboy - Tempest                 | - Zatanna - Beast Boy - Rocket - Batgirl   | - Wonder Girl - Bumblebee - Lagoon Boy - Blue Beetle |
| Antagonisti                                   |                                                             |                                            |                                                      |
| - Bane - Black Manta - Blockbuster - Cheshire | - Icicle - Killer Frost - Klarion - Lex Luthor              | - Psimon - Riddler - Sportsmaster - Tiāmat |                                                      |
| Personaggi non giocabili                      |                                                             |                                            |                                                      |
| - Aquaman - Aquagirl - Batman - Black Canary  | - Helena Sandsmark - Green Lantern - Red Tornado - Superman |                                            |                                                      |

## Recensioni
Il gioco ha ricevuto recensioni negative. IGN ha assegnato al gioco un punteggio di 4.8 su 10.